# Semić
Semić (olaszul: Semi) falu Horvátországban, Isztria megyében. Közigazgatásilag települések Lupoglavhoz tartozik.

## Fekvése
Az Isztriai-félsziget északkeleti részén, Buzettól 12 km-re délkeletre, községközpontjától 4 km-re északra a Ćićarija-hegység déli lejtőin, a Boljunščica völgyébe vezető út mellett fekszik.

## Története
A települést 1327-ben „Stinich”, illetve „Simich” néven említik először és a črni gradi (Schwarzenburg) uradalomhoz tartozott. 1373-ban „Zemitz” alakban tűnik fel, majd 1409-től „Semicz” néven a lupoglavai uradalom része volt. A török hadjáratai során többször is támadta, így 1471-ben, 1482-ben és 1511-ben is. Klissza várának eleste után sok dalmáciai menekült az uradalom területére, Semićre és környező falvakba. Egyházilag a dolenje vasi plébániához tartozott. A Szentháromság tiszteletére szentelt templomát 1650-ben említik először. Ennek a helyére épült a 18. század második felében a mai Szent Lőrinc templom. 1857-ben 198, 1910-ben 330 lakosa volt. 2011-ben 93 lakosa volt.

## Lakosság
| Lakosság változása | Lakosság változása | Lakosság változása | Lakosság változása | Lakosság változása | Lakosság változása | Lakosság változása | Lakosság változása | Lakosság változása | Lakosság változása | Lakosság változása | Lakosság változása | Lakosság változása | Lakosság változása | Lakosság változása | Lakosság változása |
| ------------------ | ------------------ | ------------------ | ------------------ | ------------------ | ------------------ | ------------------ | ------------------ | ------------------ | ------------------ | ------------------ | ------------------ | ------------------ | ------------------ | ------------------ | ------------------ |
| 1857               | 1869               | 1880               | 1890               | 1900               | 1910               | 1921               | 1931               | 1948               | 1953               | 1961               | 1971               | 1981               | 1991               | 2001               | 2011               |
| 198                | 205                | 238                | 231                | 263                | 330                | 345                | 307                | 288                | 304                | 220                | 189                | 146                | 102                | 99                 | 93                 |

## Nevezetességei
Szent Lőrinc tiszteletére szentelt templomát a 18. század második felében építették a régi templom helyére. A templom körül helyezkedik el a falu temetője.